# 秀水河子战斗
秀水河子战斗是第二次国共内战中，双方在中国东北的一次战斗。
1946年1月13日午夜，国共双方停战，但东北地区实际没停战。2月13日，林彪指挥身边部队发起秀水河子战斗，部队首次运用他发明的“一点两面”和“三三制”战术，歼灭冒进的一部全美械国军。

- “一点两面”：集中优势兵力于主要的攻击点上，反对各点平分兵力；至少两面包围敌人，以保证一定打垮敌人并求全歼。
- “三三制”：1个班内划分3、4个小组，每组3、4人，副班长为当然小组长，另选政治较好、战斗勇敢又有经验的战士当组长。战斗时，以班长为核心，根据敌情、地形，散开距离，间隔作战，相距以听到班长口令指挥为准。既能有效的发挥战斗力，又避免拥在一堆，造成较大伤亡。

结果东北民主联军毙伤国军500余人，俘900余人，包括打援共歼灭国军1600余人；缴获炮12门，轻重机枪100挺、长短枪780余支，汽车30辆。自伤亡946人。